# Flugplatz Bad Langensalza

i7
i11
i13
Der Flugplatz Langensalza (ICAO-Code: EDEB) ist als Sonderlandeplatz klassifiziert.
Der Flugplatz wurde 1927 errichtet. Im Zuge der Aufrüstung der Wehrmacht wurde er von der Luftwaffe in den Jahren 1937/38 ausgebaut und man testete dort DFS 230-Lastensegler. Von 1940 bis 1945 waren hier eine Sturzkampfbombereinheit, Nachtjäger vom Typ Ju 88-G6 sowie größere Ausbildungseinheiten stationiert.
Die folgende Tabelle zeigt die vollständige Auflistung aller fliegenden aktiven Einheiten (ohne Schul- und Ergänzungsverbände) der Luftwaffe, die dort zwischen 1937 und 1945 stationiert waren.
| Von           | Bis         | Einheit                                                  |
| ------------- | ----------- | -------------------------------------------------------- |
| November 1938 | April 1939  | II./St.G. 163 (II. Gruppe des Sturzkampfgeschwaders 163) |
| Mai 1939      | August 1939 | III./St.G. 2                                             |
| Juni 1940     | Juli 1940   | III./KG 28 (III. Gruppe des Kampfgeschwaders 28)         |
| Juni 1940     | Juli 1940   | II./KG 76                                                |
| März 1944     | Mai 1944    | I./NJG 2 (I. Gruppe des Nachtjagdgeschwaders 2)          |

Der Fliegerhorst wurde am 7. April 1945 durch eine Panzerdivision der US Army
besetzt, als Advanced Landing Ground ALG R-2 bezeichnet und bis zum 5. Juli 1945 benutzt.

US-Shermanpanzer besetzen den Flugplatz am 7. April 1945
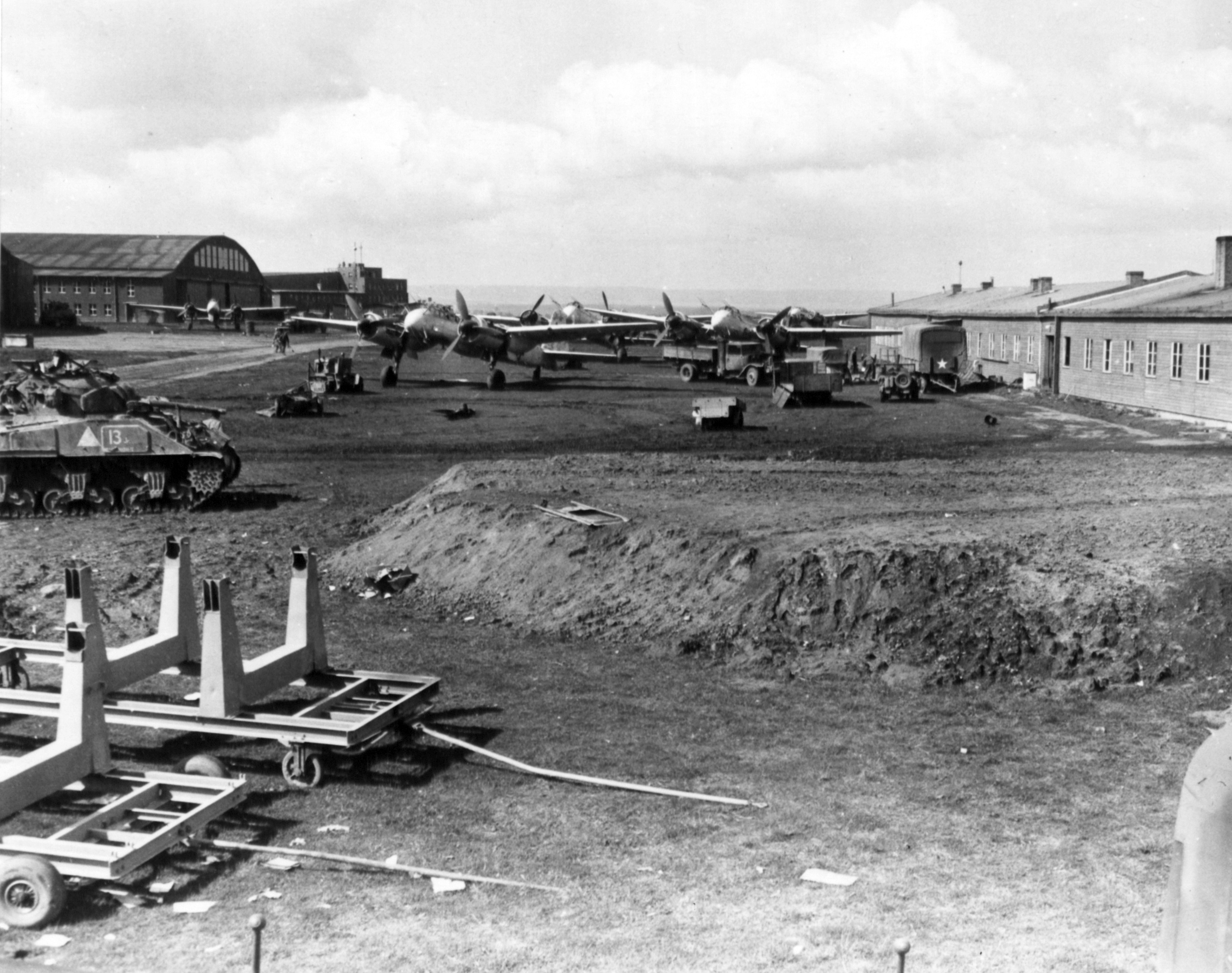
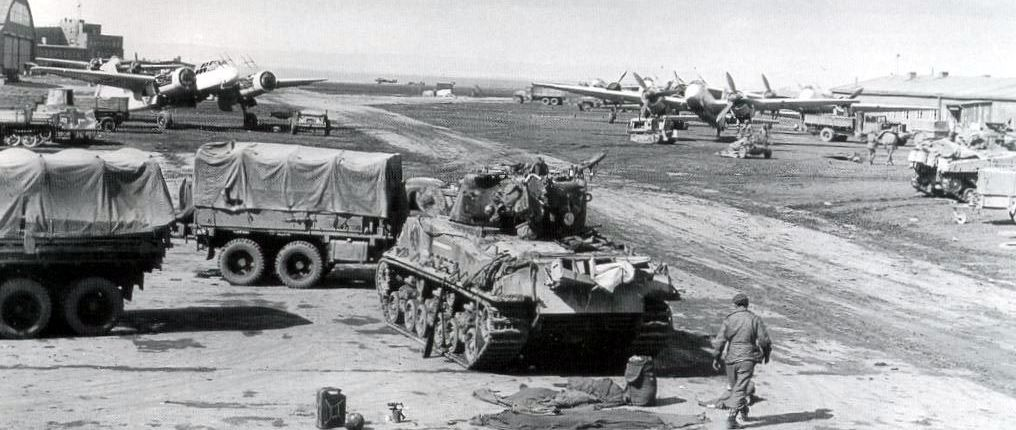